# Зелінський Віктор Петрович
Зелі́нський Ві́ктор Петро́вич (13 грудня 1864 (1867)  — 14 грудня 1940, Сопот, тепер Польща) — російський та український військовий діяч, командир 1-ї Синьої дивізії, командувач Південною групою Армії УНР, дипломат, генерал-полковник Армії УНР. Очолював українські військові місії у Румунії, Польщі та Італії.

## Життєпис
Віктор Петрович Зелінський народився 13 грудня 1864 (за іншими даними 1867) року в родині підпоручика інженерних військ. В одних джерелах місцем народження вказане село Петриківці сучасної Дніпропетровської області, в інших — місто Олександрівськ (тепер — Запоріжжя).

### У Російській армії
Навчався у Псковському кадетському корпусі. В 1885 році закінчує Друге військове Констянтинівське училище. Потім навчається у Михайлівському артилерійському училищі. Фах — артилерист. Після закінчення навчання служить у провінційних містах Росії.

#### Участь у Російсько-японській війні
У 1904—1905 роках — на фронтах Російсько-японської війни. Капітан Зелінський у 1904 році очолив батарею 3-ї Східно-Сибірської артилерійської бригади. Брав участь у боях, зокрема за Мукден та Ляоян.
За виявлений героїзм отримав звання підполковника та полковника, призначений командуючим гарматним дивізіоном. Нагороджений найвищою військовою відзнакою — офіцерським хрестом Святого Георгія IV ступеня та орденами Святого Володимира всіх ступенів.
Після війни залишився служити в Сибіру. Командував 6-ю Сибірською стрілецькою артилерійською бригадою, яка розміщувалася в Хабаровську та Микільську-Уссурійському.
17 червня 1911 року отримав чин генерал-майора російської армії.

#### Участь в Першій світовій війні
На початку Першої Світової війни Шоста гарматна бригада Зелінського у складі 5-го Сибірського корпусу прибула до Польщі, де вступила у затяжні бої з німецькими військами. У лютому 1915 року дивізія потрапила у оточення, але утримувала оборону.
24 листопада 1914 року під м. Березини, в одному з боїв, командувач був поранений та взятий у полон. Потрапив до офіцерського табору в Ганноверш-Мюнден, звідки одразу ж після одужання втік. Спійманий і відправлений до табору Бішофсверда, де утримували осіб, схильних до втечі.

### На службі Україні
На початку 1917 року Зелінський активно зацікавився діяльністю Союзу Визволення України. Знайомиться з провідним діячем українського національного відродження Олександром Скоропис-Йолтуховським. На початку 1918 року переводиться до старшинського табору у Ганновері, очолює Раду офіцерів-українців, які перебували у німецьких таборах військовополонених.
Після підписання Берестейського мирного договору німці дозволили створити українські дивізії із військовополонених. В лютому 1918 у містечку Голоби на Волині він сформував та очолив Першу Українську козацьку дивізію Синьожупанників.
Прибуття у березні Синьої дивізії до Києва вітало багато провідних українських діячів, але лідери Центральної Ради ставились з підозрою до будь-яких військових національних формувань. Так, в середині 1917 року лідери нації знищили Полк ім. Полуботка, потім звели нанівець великий потенціал Вільного козацтва.
Синьожупанна дивізія, що розташувалась у Києві, опинилася між двох вогнів: з одного боку вона заважала соціалістам із Центральної Ради «дружити» з більшовиками, з іншого — німці, маючи свої плани щодо України, не були зацікавлені в існуванні дієздатної патріотичної української військової частини. Крім того, є відомості, що Зелінському запропонували очолити пронімецький уряд. Але будучи військовим, а не політиком, він відмовився.
За місяць до встановлення Гетьманату генерал-лейтенанта української армії звільнили з посади начальника дивізії й приписали до Військового Міністерства УНР.
В ніч на 27 квітня 1918 року, коли Синьожупанну дивізію, за згодою Центральної Ради, було роззброєно німецькими військами, Зелінський обійняв посаду голови ліквідаційної комісії 1-ї Української козацької дивізії.
За часів Гетьмана Павла Скоропадського — гарматний інспектор 6-го кадрового корпусу, штаб якого перебував у Полтаві.
Наприкінці 1918 року, під час антигетьманського повстання його зарахували до вищого командного складу Армії УНР. Він став однією з найдовіреніших осіб Симона Петлюри.
З першого січня 1919 року він начальник запілля та постачання Лівобережного фронту Дієвої армії УНР, а з 11 лютого — інспектор артилерії 8-го Катеринославського Коша.
У березні 1919 р. — командувач Київським фронтом, Отаман Катеринославського Коша.
Внаслідок багатьох прорахунків на фронтах та пасивності у побудові боєздатної армії, що її демонструвало більшість членів Уряду, армія УНР перебувала на межі анархії й більшовизації. Керуючий Південною групою Омелян Волох вів активні переговори про перехід на бік Червоної армії. За таких обставин Віктор Зелінський, як голова військової місії від Південно-Східного фронту Дієвої армії (від 13.04.1919) виїжджає до Бухареста. Там він домовився про перехід через територію Румунії всієї групи військ на Галичину та Волинь.
Після переходу Армії УНР його усувають від військових справ. Займається адміністративною та дипломатичною роботою. Наприкінці 1919 року присвоєно звання генерал-поручника.
З 8 лютого 1920 призначений головою військової секції при Дипломатичній місії УНР та інспектором українських військових формувань у Польщі. Від імені уряду УНР вів переговори з урядом Італії, внаслідок яких з італійських таборів для військовополонених було випущено всіх українців австрійської армії, які перебували там з часів Першої Світової війни.
У середині вересня 1920 у Варшаві як начальник української військової місії УНР у Польщі провадив перемовини з начальником французької військової місії в Польщі генералом Анрисом про можливості укладення військової угоди з урядом генерала Петра Врангеля.

### На еміграції
У листопаді 1920 року очолив військову секцію ліквідаційної комісії української дипломатичної місії у Варшаві. 21 листопада з начальником французької військової місії в Польщі генералом Нісселем обговорював питання про відхід армії УНР за Збруч та умови інтернування. 20 жовтня 1921 року, у зв'язку з тиском Радянської Росії на польський уряд, був змушений залишити Польщу і переїздить до Німеччини.
1938 року в Берліні вийшли друком спогади Зелінського під назвою «Синьожупанники». Урядом УНР в екзилі йому присвоєно звання генерал-полковника.
Останні роки провів у місті Цоппот (Сопот) під Данцигом (Гданськом). Помер 14 грудня 1940 року.

## Вшанування пам'яті
У місті Дніпро вулицю Черняховського перейменували на вулицю Віктора Зелінського.